# شفا عمرو
شفا عمرو (به لاتین: Shefa-'Amr; عبری: שְׁפַרְעָם) شهری عرب‌نشین واقع در استان شمال اسرائیل است. در سال ۲۰۱۶ جمعیت این شهر ۴۰٬۵۳۵ نفر بود.